# Faysal Ahmed
Faysal Mohamed Ahmed (Hønefoss, 17 aprile 1988) è un giocatore di calcio a 5 e calciatore norvegese, laterale del Grorud Futsal e centrocampista del Grorud.

## Carriera
A livello di calcio a 5, Ahmed gioca per il Grorud, con cui ha vinto il campionato 2014-2015 e la Futsal Cup 2013-2014. Ha giocato anche per la Nazionale norvegese.
Per quanto concerne l'attività calcistica, Ahmed ha giocato nelle giovanili dello Skeid. Ha militato poi nelle file del Groruddalen, prima di fare ritorno allo Skeid. Il 16 maggio 2009 ha debuttato con questa maglia nella 1. divisjon, subentrando a Bardh Shala nella sconfitta per 4-0 sul campo del Mjøndalen. A fine stagione, la squadra è retrocessa nella 2. divisjon. Nel 2011, Ahmed è passato all'Oslo City. Il 26 agosto dello stesso anno è stato messo sotto contratto dall'Hødd. Ha esordito con questa maglia il 28 agosto, quando è stato titolare nella sconfitta per 3-1 sul campo del Bodø/Glimt. Il 18 settembre è stato autore di una doppietta nel 3-0 inflitto all'Alta.
A fine stagione, si è trasferito al Lørenskog. Ha debuttato con questa maglia il 15 aprile 2012, schierato titolare nel successo casalingo per 3-0 sul Senja. Il 5 maggio successivo ha trovato la prima rete, nel 3-1 inflitto al Follo. È rimasto in squadra per un biennio, nel quale ha totalizzato 47 presenze e 16 reti tra campionato e coppa.
Nella finestra di trasferimento invernale del 2014, è passato al Grorud. Il 22 aprile ha giocato la prima partita in squadra, sostituendo Henning Bunæs nella sconfitta interna per 3-4 contro il Brann 2. Il 10 maggio è arrivata la prima rete, nel pareggio per 1-1 maturato sul campo dell'Ålgård.

## Statistiche

### Presenze e reti nei club
Statistiche aggiornate al 1º aprile 2017.
| Stagione           | Club               | Campionato         | Campionato | Campionato | Coppe nazionali | Coppe nazionali | Coppe nazionali | Coppe continentali | Coppe continentali | Coppe continentali | Supercoppe | Supercoppe | Supercoppe | Totale | Totale |
| Stagione           | Club               | Comp               | Pres       | Reti       | Comp            | Pres            | Reti            | Comp               | Pres               | Reti               | Comp       | Pres       | Reti       | Pres   | Reti   |
| ------------------ | ------------------ | ------------------ | ---------- | ---------- | --------------- | --------------- | --------------- | ------------------ | ------------------ | ------------------ | ---------- | ---------- | ---------- | ------ | ------ |
| 2007               | Groruddalen        | 2D                 | ?          | ?          | CN              | ?               | ?               | -                  | -                  | -                  | -          | -          | -          | ?      | ?      |
| gen.-ago. 2008     | Groruddalen        | 2D                 | ?          | ?          | CN              | ?               | ?               | -                  | -                  | -                  | -          | -          | -          | ?      | ?      |
| Totale Groruddalen | Totale Groruddalen | Totale Groruddalen | ?          | ?          |                 | ?               | ?               |                    | -                  | -                  |            | -          | -          | ?      | ?      |
| ago.-dic. 2008     | Skeid              | 2D                 | ?          | ?          | CN              | ?               | ?               | -                  | -                  | -                  | -          | -          | -          | ?      | ?      |
| 2009               | Skeid              | 1D                 | 13         | 0          | CN              | ?               | ?               | -                  | -                  | -                  | -          | -          | -          | 13+    | 0+     |
| 2010               | Skeid              | 2D                 | ?          | ?          | CN              | ?               | ?               | -                  | -                  | -                  | -          | -          | -          | ?      | ?      |
| Totale Skeid       | Totale Skeid       | Totale Skeid       | 13+        | 0+         |                 | ?               | ?               |                    | -                  | -                  |            | -          | -          | 13+    | 0+     |
| gen.-ago. 2011     | Oslo City          | 2D                 | ?          | ?          | CN              | ?               | ?               | -                  | -                  | -                  | -          | -          | -          | ?      | ?      |
| ago.-dic. 2011     | Hødd               | 1D                 | 9          | 2          | CN              | -               | -               | -                  | -                  | -                  | -          | -          | -          | 9      | 2      |
| 2012               | Lørenskog          | 2D                 | 22         | 7          | CN              | 2               | 0               | -                  | -                  | -                  | -          | -          | -          | 24     | 7      |
| 2013               | Lørenskog          | 2D                 | 22         | 9          | CN              | 1               | 0               | -                  | -                  | -                  | -          | -          | -          | 23     | 9      |
| Totale Lørenskog   | Totale Lørenskog   | Totale Lørenskog   | 44         | 16         |                 | 3               | 0               |                    | -                  | -                  |            | -          | -          | 47     | 16     |
| 2014               | Grorud             | 2D                 | 24         | 10         | CN              | 1               | 0               | -                  | -                  | -                  | -          | -          | -          | 25     | 10     |
| 2015               | Grorud             | 2D                 | 22         | 5          | CN              | 2               | 0               | -                  | -                  | -                  | -          | -          | -          | 24     | 5      |
| 2016               | Grorud             | 2D                 | 15         | 3          | CN              | 0               | 0               | -                  | -                  | -                  | -          | -          | -          | 15     | 3      |
| 2017               | Grorud             | 2D                 | 19         | 1          | CN              | 0               | 0               | -                  | -                  | -                  | -          | -          | -          | 19     | 1      |
| Totale Grorud      | Totale Grorud      | Totale Grorud      | 80         | 19         |                 | 3               | 0               |                    | -                  | -                  |            | -          | -          | 83     | 19     |
| Totale             | Totale             | Totale             | 146+       | 37+        |                 | 6+              | 0+              |                    | -                  | -                  |            | -          | -          | 152+   | 37+    |